# Muraenesocidae
Los murenesócidos (Muraenesocidae) son una familia de peces teleósteos del orden Anguilliformes conocidos vulgarmente como congrios picudos o morenocios, distribuidos por zonas tropicales de los océanos Atlántico, Índico y Pacífico, con algunas especies en agua dulce. Su nombre procede del latín muraena (el pez morena) + del griego esox (alevín del salmón).
Aparecen por primera vez en el registro fósil en el Eoceno inferior, durante el Terciario inferior.
Tienen dientes bien desarrollados, especialmente los dientes sobre el hueso vómer; grandes ojos recubiertos de piel; conspicua línea lateral; aletas pectorales bien desarrolladas, con el origen de la aleta dorsal sobre o ligeramente antes de la aleta pectoral.

## Géneros y especies
Existen 13 especies agrupadas en 5 géneros:
- Género Congresox (Gill, 1890)
  - Congresox talabon (Cuvier, 1829) - Morenocio amarillo.
  - Congresox talabonoides (Bleeker, 1853) - Morenocio indio.
- Género Cynoponticus (Costa, 1845)
  - Cynoponticus coniceps (Jordan y Gilbert, 1882) - Congrio espantoso, Congrio zafiro o Morenocio bío-bío.
  - Cynoponticus ferox (Costa, 1846) - Morenocio de Guinea.
  - Cynoponticus savanna (Bancroft, 1831) - Morena arenera o Morenocio guayanés.
- Género Gavialiceps (Alcock, 1889)
  - Gavialiceps arabicus (D'Ancona, 1928)
  - Gavialiceps bertelseni (Karmovskaya, 1993)
  - Gavialiceps javanicus (Karmovskaya, 1993)
  - Gavialiceps taeniola (Alcock, 1889)
  - Gavialiceps taiwanensis (Chen y Weng, 1967)
- Género Muraenesox (McClelland, 1844)
  - Muraenesox bagio (Hamilton, 1822) - Morenocio común.
  - Muraenesox cinereus (Forsskål, 1775) - Morenocio dentón.
- Género Oxyconger (Bleeker, 1864)
  - Oxyconger leptognathus (Bleeker, 1858)